# České Nové Domky
České Nové Domky (deutsch Böhmisch Neuhäusl) ist eine Wüstung auf dem Gebiet der Gemeinde Lesná (Schönwald) in Tschechien. Die erloschene Siedlung lag anderthalb Kilometer nordöstlich von Georgenberg unmittelbar der deutschen Grenze und gehört zum Okres Tachov.

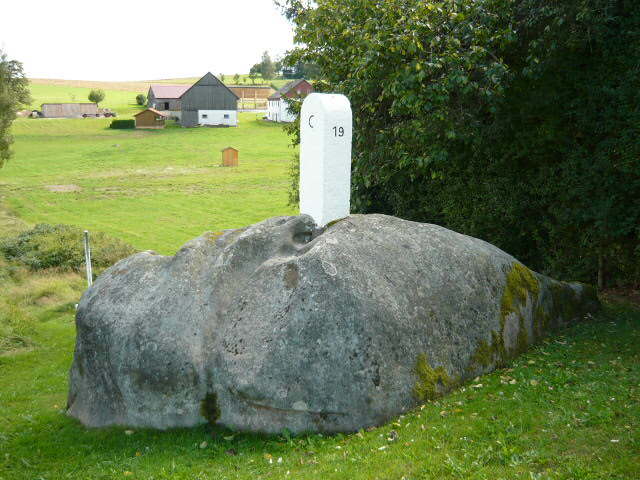
Grenzstein auf dem Großen Schüsselstein zwischen Neudorf und České Nové Domky

## Geographie
Das Dorf befand sich im Quellgebiet eines rechten Zuflusses zum Celní potok (Zollbach) am Rande eines ausgedehnten Waldgebietes im böhmischen Teil des Oberpfälzer Waldes (Český les). Nördlich erhebt sich der Kamenec (Steingeröll, 742 m n.m.), im Nordosten der Scharrerberg (678 m n.m.) und der Červený kopec (Hüttenberg, 695 m n.m.), östlich der Kňourek (Schweinberg, 729 m n.m), im Westen der Schleiderberg (695 m ü. NHN) sowie nordwestlich der Troidelberg (708 m ü. NHN). Die Wüstung liegt in einer wegen dem Eisernen Vorhang auf tschechischer Seite vollständig abgesiedelten Gegend im Landschaftsschutzgebiet Český les.
Nachbarorte waren Josefovo Údolí (Josefsthal) im Norden, Stoupa (Alt Pocher) und Česká Ves (Böhmischdorf) im Nordosten, Háje (Leierwinkel) im Osten, Zadní Zahájí (Hinter Waldheim) und Přední Zahájí (Vorder Waldheim) im Südosten, Waldheim, Vorder-Waldheim und Schwanhof im Süden, Georgenberg und Schweizerhof im Südwesten, Neukirchen zu St. Christoph und Neudorf im Westen sowie Gehenhammer im Nordwesten.

## Geschichte
Die Häuslersiedlung wurde wahrscheinlich in der Mitte des 18. Jahrhunderts gegründet und erstreckte sich sowohl auf dem Gebiet des Allodialgutes Waldheim als auch der Reichsherrschaft Waldthurn, die seinerzeit beide mit der Gefürsteten Grafschaft Sternstein verbunden und Besitz der Fürsten Lobkowitz waren. Der Ortsname Neuhäusel wurde erstmals im 1764–1768 gefertigten Kartenblatt der Josephinischen Landaufnahme verzeichnet. Unter der Bezeichnung Neuhäuseln ist der Ort erstmals 1780 in historischen Quellen zu nachweislich. In den Einwohnerlisten war die Siedlung jedoch immer Böhmischdorf zugerechnet und findet deshalb z. B. in Schallers Topographie des Königreichs Böhmen keine Erwähnung. Anfänglich gehörte die Siedlung zum Sprengel der Expositur St. Christoph; im Jahre 1786 wurde sie der neugegründeten Pfarrei Neulosimthal zugewiesen, wo auch der Schulunterricht stattfand. Im 1797 gefertigten Blatt der Schmittschen Karte von Südwestdeutschland wurde der Ort als Neue Häusel bezeichnet.
Nach der Auflösung des Heiligen Römischen Reiches und der Mediatisierung der Gefürsteten Grafschaft Sternstein verkaufte Franz Joseph Maximilian von Lobkowitz diese 1807 einschließlich der Herrschaft Waldthurn an das Königreich Bayern, wogegen das unter böhmischer Lehnshoheit stehende Gut Waldheim 1806 Teil des Kaisertums Österreich geworden war. Damit verlief durch Neuhäuseln nunmehr die bayerisch-österreichische Grenze. Im Jahre 1811 veräußerte Franz Joseph Maximilian von Lobkowitz das Gut Waldheim an Marquard Kotz von Dobrz, der es zwei Jahre später an Ernst Freiherr von Malowetz und Kosoř verkaufte. 1812 wurde der böhmische Anteil der Siedlung Neuhäuseln als Böhmischdorfer Neuhäuseln bezeichnet; für den bayrischen Anteil wurde seit der Mitte der 19. Jahrhunderts hauptsächlich der Name Neudorf, aber auch Bairisch Neuhäusl verwendet.
Im Jahre 1835 wurden zu der im Pilsner Kreis gelegenen und nach Böhmischdorf konskribierten Siedlung Neuhäusel keine demographischen Angaben gemacht. Haupterwerbsquellen waren die Arbeit in der herrschaftlichen Glashütte sowie den Schleif- und Polierwerken. Pfarrort war Neulosimthal. Bis zur Mitte des 19. Jahrhunderts blieb die Siedlung dem Gut Waldheim untertänig, Besitzer waren die Freiherren von Malowetz und Kosoř.
Nach der Aufhebung der Patrimonialherrschaften bildete Neuhäusl ab 1850 einen Ortsteil der Gemeinde Böhmischdorf im Bezirk und Gerichtsbezirk Tachau, wobei Neuhäusl sowohl nach der Einwohnerzahl als auch der Fläche deutlich größer als Böhmischdorf war. Im Jahre 1869 hatte das Dorf 360 Einwohner und bestand aus 27 Häusern. In den 1870er Jahren wurde Neuhäusel als Ortsname verwendet. Zur Verdeutlichung der Lage des Ortes, dessen Häuser nur durch die Grenze von Neudorf getrennt waren, wurde zunehmend der Namenszusatz Böhmisch gebraucht. Im Jahre 1900 lebten in Neuhäusl bzw. Böhmisch Neuhäusl 324 Personen, 1910 waren es 266. Nach dem Zusammenbruch der k.k. Monarchie wurde das Dorf 1918 Teil der neu gebildeten Tschechoslowakei. Beim Zensus von 1921 lebten in den 26 Häusern von Böhmisch Neuhäusl 258 Personen, davon 248 Deutsche.  Der tschechische Name České Nové Domky wurde 1924 eingeführt. Im Jahre 1930 bestand Böhmisch Neuhäusl aus 28 Häusern und hatte 255 Einwohner. Die Bewohner lebten größtenteils von der Holzfällerei und Korbflechterei sowie von Steinmetzarbeiten. Einige Männer verdienten sich ihren Lebensunterhalt durch Hilfsarbeiten in den Flossenbürger Granitbrüchen. Das größte Gebäude von Böhmisch Neuhäusl war Lindners Gasthaus (Haus Nr. 19). Im Ort gab es zudem einen Konsum, der 1938 geschlossen wurde. Nach dem Münchner Abkommen wurde Böhmisch Neuhäusl im Oktober 1938 dem Deutschen Reich zugeschlagen und gehörte bis 1945 zum Landkreis Tachau. Nach dem Ende des Krieges wurde České Nové Domky wieder Teil der Tschechoslowakei. Die deutschböhmische Bevölkerung wurde 1946 enteignet und vertrieben und der Ort wegen seiner unmittelbaren Lage an der Grenze nicht wiederbesiedelt. Wegen der Errichtung des Eisernen Vorhang wurden sämtliche Häuser auf Grund einer am 30. Juli 1948 erlassenen Verordnung des Innenministeriums der Tschechoslowakei abgerissen. Beim Zensus von 1950 waren für České Nové Domky weder Häuser noch Einwohner aufgeführt. Die letzten Häuser wurden 1952 beseitigt. Am 1. Juli 1952 erfolgte die Eingliederung nach Lesná, im selben Jahr wurde České Nové Domky offiziell für erloschen erklärt.

## Ortsgliederung
Die Wüstung České Nové Domky gehört zum Ortsteil Stará Knížecí Huť und ist Teil des Katastralbezirks Česká Ves u Lesné.

## Sehenswürdigkeiten
- Felsformation Großer Schüsselstein/Velký čertův kámen, auf der deutsch-tschechischen Grenze
- Felsformation Mittlerer Schüsselstein, nördlich der Wüstung an der deutsch-tschechischen Grenze